# 1924年パリオリンピックのポルトガル選手団
1924年パリオリンピックのポルトガル選手団（1924ねんパリオリンピックのポルトガルせんしゅだん）は、1924年5月4日から7月27日にかけてフランスの首都パリで開催された1924年パリオリンピックのポルトガル選手団、およびその競技結果。

## 概要
今大会は銅メダル1個を獲得した。

## メダル
| メダル | 選手名 | 競技 | 種目         |
| ------ | ------ | ---- | ------------ |
| 銅     | [[]]   | 馬術 | 障害飛越団体 |